# San José Buenos Aires
San José Buenos Aires fue una hacienda ubicada en la localidad de Mérida, municipio de Mérida, en Yucatán, México. Se encontraba al norte del Barrio de Santiago.

## Toponimia
El nombre (San José) hace referencia a José de Nazaret.

## Datos históricos
- En 1902 su propietario, Ignacio Güemes Malhavert dividió sus propiedades para la construcción de diversas residencias.
- En 1921 cambia su nombre de San José a San José Buenos Aires.

## Demografía
Según datos de 1970 del INEGI, la población de la localidad era de 27 habitantes. La población actualmente se encuentra conurbada a Mérida.
| 2                           | 42 | 34 | 29 | 24 | 14 | 20 | 27 |
| (Fuente: INEGI [Consultar]) |    |    |    |    |    |    |    |